# Tetelco
Tetelco är en ort i Mexiko.   Den ligger i kommunen Tetela de Ocampo och delstaten Puebla, i den sydöstra delen av landet, 140 km öster om huvudstaden Mexico City. Tetelco ligger 1 713 meter över havet och antalet invånare är 228.
Terrängen runt Tetelco är kuperad söderut, men norrut är den bergig. Runt Tetelco är det ganska tätbefolkat, med 149 invånare per kvadratkilometer. Närmaste större samhälle är Zacatlán, 13,8 km nordväst om Tetelco. I omgivningarna runt Tetelco växer i huvudsak blandskog.